# Salim Alafenisch
Salim Alafenisch (àrab: سليم الأفنيش, Salīm al-Afanīx) (desert del Nègueb, 20 de novembre de 1948) és un escriptor palestí. Fill d'un cap beduí, la seva infància va transcórrer al costat del ramat de camells del seu pare i als catorze anys va aprendre a llegir i a escriure. Va estudiar a Natzaret i després d'un any d'estada al Princeton College de Londres, va estudiar etnologia, sociologia i psicologia a Heidelberg (Alemanya). El seu primer llibre va ser publicat el 1988 i les seves obres han estat traduïdes a diversos idiomes. S'han traduït al castellà El mercader de incienso (Siruela, 1992) i Amira, princesa del desierto (Siruela, 1995). Amb les seves narracions, Alafenisch aconsegueix transmetre una imatge colorista i viva dels beduïns i de la seva cultura.